# Fontaine du Marché-aux-Carmes
Fontaine du Marché-aux-Carmes, även benämnd Fontaine des Carmes, är en fontän på Square Gabriel-Pierné i Quartier de la Monnaie i Paris sjätte arrondissement. Fontänen, som skulpterades av Alexandre-Évariste Fragonard, invigdes år 1830. Fontänskulpturen kröns av ett huvud med två ansikten, vilka symboliserar överflödet och handeln.
Fontaine du Marché-aux-Carmes är sedan år 1952 ett monument historique.

## Omgivningar
- Saint-Germain-des-Prés
- Monnaie de Paris
- Institut de France
- École nationale supérieure des Beaux-Arts

## Bilder
| - Square Gabriel-Pierné med Fontaine du Marché-aux-Carmes. |

## Kommunikationer
- Tunnelbana – linje  – Mabillon
- Busshållplats Pont des Arts – Quai de Conti – Paris bussnät